# Willem Kroesbergen
Willem Kroesbergen (Utrecht, 5 giugno 1943) è un cembalaro olandese.

## Biografia
Nato nei Paesi Bassi nel 1943, Willem Kroesbergen studiò psicologia all'università di Utrecht. Durante gli anni di studio realizzò ex-novo un virginale, ma, successivamente, si specializzò nella realizzazione di copie di strumenti antichi, in particolare strumenti della famiglia Ruckers.
Dopo l'università costruì clavicembali per oltre quarant'anni. I suoi strumenti, di ottima qualità dal punto di vista sonoro e strutturale, vengono regolarmente utilizzati da solisti come Ton Koopman e Masaaki Suzuki e da gruppi quali il Bach Collegium Japan e il Musica Antiqua Köln.
Nel 1991 ricevette il Casper Hogenbijl Prize per il suo contributo alla musica antica. Nel 2007 si ritirò dall'attività e si trasferì a Città del Capo, in Sudafrica.